# ラ・マンシュ保管センター
座標: 北緯49度40分40秒 西経1度51分44秒 / 北緯49.677778度 西経1.862222度
ラ・マンシュ保管センター（フランス語：Centre de stockage de la Manche、略称：CSM）は、フランス共和国ノルマンディー地域圏マンシュ県ディグルヴィル（fr:Digulleville）に所在する放射性廃棄物の保管所。ここでは半減期30年未満の低レベル放射性廃棄物を保管している。アレヴァ NCが運営するラ・アーグ再処理工場の東端にあり、1969年に開設され、1994年に最後の廃棄物を収容した。
1969年から1994年までの保管された放射性廃棄物は約1,527,225梱包に及び、527,225平方メートルに相当し、これらの主に原子力発電で発生した物に由来する（上流工程となる原子力発電所と下流工程となる核燃料サイクルまで含む）。2003年1月30日の2003年から30年デクレはセンターの監視段階の移行を許可する。

## 歴史
1967年、原子力庁はPotasses d'Alsace社の民間子会社としてInfratome社を設立した。軍保有資産であったビヴィル砂丘（Biville）について考慮された後、ラ・アーグ再処理工場に隣接するラックスマレ荒野（Rauxmarais）に設置することが決定される。地元選出議員は民間運営者によるセンターの管理を拒否した。このため原子力庁は1994年まで保管センターの管理権を保証することになり、1979年11月7日付で放射廃棄物管理機関が設立され、センターの管理を担当する。
1969年、最初に受け入れた廃棄物は病院から排出されたもので、特に癌治療用途のラジウムであった。保管について最初は簡素な溝で、完全に地表に露出していたが、より安全な方法が利用できる様になるとそれが保管方法となった（コンクリートブロックが対象物の周囲を囲い、土とプラスチックフィルムで覆う）。この地表保管方法の結果、人々はこれを塚と呼んだ。
1984年、保管方法は改善され（コンクリート壁によって溝と溝を完全に分離した）そして保管箱は一旦取り出され、再調整を実施した上で再保管される。
1991年にはセンターに保管されている保管箱の防水を目的とした防護工事が実施される。